# مکتب دگماتیک

De medicina

مکتب دگماتیک در پزشکی (به یونانی: Δογματικοί) مکتبی قدیمی در پزشکی یونان باستان و رم به شمار می رود. از نظر قدمت ، مکتب دگماتیک قدیمی‌ترین مکتب پزشکی می‌باشد .
نام این مکتب از اندیشه فلسفی دگم اندیشی(جزم باوری) مشتق شده‌است. پیروان این مکتب خود را دنباله رو عقاید بقراط می دانستند ، بنابراین بعضی اوقات به آن‌ها بقراطیان نیز گفته می‌شود.
تسالوس ، پسر و پولیبوس ، داماد بقراط را می‌توان پایه گذاران این مکتب پزشکی در حدود سال‌های ۴۰۰ قبل از میلاد دانست. مکتبی که اعتبار و چیرگی مسلم خود را بر دنیای پزشکی تا زمان به وجود آمدن مکتب اسکندریه که از آن به مکتب امپیریک نیز یاد می‌شود حفظ نمود.

## جستار های وابسته
- مکتب امپیریک
- مکتب متدیک